# Andreas Katsulas
Andrew "Andreas" Katsulas (n. 18 mai 1946, Saint Louis, Missouri, SUA – d. 13 februarie 2006, Los Angeles, California, SUA) a fost un actor american de film și de televiziune. 

## Viața și cariera
Născut în St. Louis, Missouri, într-o familie greco-americană din clasa muncitoare, Katsulas a obținut un master în teatru  la Universitatea Indiana. Din 1971 până în 1986, a mers în turneu cu compania internațională de teatru a lui Peter Brook, interpretând piese de teatru de improvizație și de pregătire. Între 1981 și 1982, a apărut  telenovela CBS Guiding Light ca Lucien Goff.
Katsulas a apărut în diverse filme, printre care The Sicilian, Next of Kin, Someone to Watch Over Me, Sunset, Hot Shots! Partea Deux și Executive Decision. A jucat rolul răufăcătorului Sykes în The Fugitive (Evadatul, 1993).
Katsulas a jucat un rol principal în serialul de televiziune Babylon 5 (1994–1998), ambasadorul Narn G’Kar. L-a interpretat pe comandantul romulan Tomalak în Star Trek: The Next Generation.
Fumător înrăit,  Katsulas a murit de cancer pulmonar la 13 februarie 2006, la vârsta de 59 de ani.  Soția sa, Gilla Nissan Katsulas, era în viață la decesul său și de cei doi copii ai săi dintr-o căsătorie anterioară, Michael și Katherine. 

## Filmografie

### Filme
| An   | Titlu                        | Rol                     | Note |
| ---- | ---------------------------- | ----------------------- | ---- |
| 1960 | I avgi tou thriamvou         |                         |      |
| 1963 | O ippolytos kai to violi tou |                         |      |
| 1974 | O-key                        |                         |      |
| 1979 | Série noire                  | Andreas Tikides         |      |
| 1979 | Milo-Milo                    | Nicolos                 |      |
| 1981 | Ragtime                      | Policeman #3            |      |
| 1984 | Nothing Lasts Forever        | Lunar Shopping Observer |      |
| 1986 | Agent on Ice                 | Ray Donnelli            |      |
| 1987 | Someone to Watch Over Me     | Joey Venza              |      |
| 1987 | The Sicilian                 | Passatempa              |      |
| 1988 | Sunset                       | Arthur                  |      |
| 1989 | Next of Kin                  | John Isabella           |      |
| 1989 | Communion                    | Alex                    |      |
| 1991 | True Identity                | Anthony                 |      |
| 1991 | Write to Kill                | Chambliss               |      |
| 1992 | Blame It on the Bellboy      | Scarpa                  |      |
| 1993 | Hot Shots! Part Deux         | Rufshaad                |      |
| 1993 | The Fugitive                 | Fredrick Sykes          |      |
| 1993 | New York Undercover Cop      | Ferrara                 |      |
| 1993 | Painted Desert               | Franco Vitalli          |      |
| 1996 | Executive Decision           | El Sayed Jaffa          |      |
| 1998 | Mafia!                       | Narducci                |      |
| 2000 | A Piece of Eden              | Giuseppe Tredici        |      |

### Televiziune
| An        | Titlu                                                                | Rol                                 | Note                                                                                                  |
| --------- | -------------------------------------------------------------------- | ----------------------------------- | --- |
| 1979      | Mesure pour mesure                                                   | Claudio                             | Film TV                                                                                               |
| 1981      | Another World                                                        | Dock Site Guard                     | Episodul: "4381"                                                                                      |
| 1982      | American Playhouse                                                   | Markos                              | Episodul: "Kings of America"                                                                          |
| 1982      | ABC Afterschool Special                                              | Zachary Pscharapolus                | Episodul: "A Very Delicate Matter"                                                                    |
| 1982      | Guiding Light                                                        | Lucien Goff                         | 1 episod                                                                                              |
| 1982      | A Midsummer Night's Dream                                            | Snout                               | Film TV                                                                                               |
| 1987      | L'heure Simenon                                                      | Le 'Yougo'                          | Episodul: "Un nouveau dans la ville"                                                                  |
| 1987–1988 | Max Headroom                                                         | Mr. Bartlett                        | 3 episoade                                                                                            |
| 1988      | The Equalizer                                                        | Warren Briggs                       | Episodul: "Video Games"                                                                               |
| 1988      | Houston Knights                                                      |                                     | Episodul: Cajun Spice                                                                                 |
| 1988      | Crime Story                                                          | Government Agent                    | Episode: "Pauli Taglia's Dream"                                                                       |
| 1988      | Steal the Sky                                                        | Colonel Gemayel                     | film TV                                                                                               |
| 1989      | Father Dowling Mysteries                                             | Assistant District Attorney Douglas | Episodul: The Mafia Priest Mystery: Part 1 Episodul: The Mafia Priest Mystery: Part 2                 |
| 1989      | Alien Nation                                                         | Koulak                              | Episodul: The Game                                                                                    |
| 1989      | The Neon Empire                                                      | Vito                                | film TV                                                                                               |
| 1989–1994 | Star Trek: The Next Generation                                       | Commander Tomalak                   | 4 episoade                                                                                            |
| 1990      | Jake and the Fatman                                                  | Everett Ashford                     | Episodul: "You Turned the Tables on Me"                                                               |
| 1990      | Mancuso, F.B.I.                                                      |                                     | Episodul: "Ahami Awry Kidnapped"                                                                      |
| 1990      | Capital News                                                         | Nikolai Janosch / Arno Kudriescu    | Episodul: Blues for Mr. White Episodul: Deadly Encounters: Part 1 Episodul: Deadly Encounters: Part 2 |
| 1990      | Hunter                                                               | Nikolai Janosch / Arno Kudriescu    | 2 episoade                                                                                            |
| 1990      | Murder, She Wrote                                                    | Jerry Pappas                        | Episodul: A Killing in Vegas                                                                          |
| 1990      | The Death of the Incredible Hulk                                     | Kasha                               | Film TV                                                                                               |
| 1990      | Murder Times Seven                                                   | Marco Volatile                      | Film TV                                                                                               |
| 1993      | Babylon 5: The Gathering                                             | G'Kar                               | Film TV                                                                                               |
| 1993      | Seduction: Three Tales from the Inner Sanctum                        | Frank                               | Film TV                                                                                               |
| 1993      | New York Cop                                                         | Ferrara                             | Film TV                                                                                               |
| 1994      | Diagnosis: Murder                                                    | DEA Agent                           | Episodul: "The Plague"                                                                                |
| 1994–1998 | Babylon 5                                                            | G'Kar                               | 109 episoade                                                                                          |
| 1997      | The Real Adventures of Jonny Quest                                   | The Robot Spies                     | Voce                                                                                                  |
| 1997      | Path to Paradise: The Untold Story of the World Trade Center Bombing | Sheik Omar Abdel-Rahman             | Film TV                                                                                               |
| 1998      | Babylon 5: In the Beginning                                          | Citizen G'Kar                       | Film TV                                                                                               |
| 1999      | Millennium                                                           | Moses Gourevitch                    | Episodul: Forcing the End                                                                             |
| 2002      | Babylon 5: The Legend of the Rangers: To Live and Die in Starlight   | Citizen G'Kar                       | Film TV                                                                                               |
| 2003      | Star Trek: Enterprise                                                | Vissian Captain Drennik             | Episodul: Cogenitor                                                                                   |
| 2003      | NYPD Blue                                                            | Ron Szudarek                        | Episodul: Shear Stupidity                                                                             |

### Jocuri video
| An   | Titlu                       | Rol   | Note |
| ---- | --------------------------- | ----- | ---- |
| 2003 | Primal                      | Scree | Voce |
| 2006 | Splinter Cell: Double Agent |       | Voce |